# الجمعية السعودية لهواة اللاسلكي
الجمعية السعودية لهواة اللاسلكي هي جمعية أهلية سعودية تأسست سنة 1437 هـ.

## التأسيس
تم تأسيس هذه الجمعية بموجب نظام الجمعيات والمؤسسات الأهلية الصادر بقرار مجلس الوزراء رقم 61 بتاريخ 18/02/1437هـ ولائحته التنفيذية الصادرة بالقرار الوزاري رقم 73739 بتاريخ 11/06/1437هـ.

## الهدف
تهدف الجمعية إلى تنمية العلاقات والاتصالات بين مختلف شعوب العالم وتبادل الخبرة والمعرفة بينهم والمساهمة في الظروف والحالات الطارئة.

## المؤسسين
1. الأمير بدر بن فهد الفيصل آل سعود.
2. الأمير متعب بن فهد الفيصل آل سعود.
3. فراس بن علي إبراهيم الصقير.
4. فهد بن محمد حمد المحيذيف.
5. محمد بن إبراهيم محمد الديقاني.
6. عبد الله بن محمد عبد العزيز الناجم.
7. محمد بن صالح علي المهيزع.
8. سليمان بن سعد سليمان الجديعي.
9. فهد بن عبد العزيز محمد الفريان.
10. عبد الرحمن بن عبد العزيز محمد قضيب.
11. عبد الله بن صالح حمد الصقير.
12. موسى بن محمد معتق القحطاني.
13. يعرب بن عبد الله عمر بالخير.
14. ماجد بن تركي عبد اللطيف التركي.

## مجلس الإدارة
| رئيس مجلس الإدارة | الأمير بدر بن فهد بن فيصل آل سعود          |
| نائب الرئيس       | الأمير سعود بن فهد بن فرحان آل سعود        |
| الرئيس التنفيذي   | الأمير سعود بن فهد بن فرحان آل سعود (مكلف) |
| أمين السر         | عبدالرحمن بن غلاب بن سعد الشهراني          |
| المشرف المالي     | د. فهد بن عبدالعزيز بن محمد بن فريان       |
| عضو مجلس إدارة    | سليمان بن سعد بن سليمان الجديعي            |

## لجان الجمعية
1. لجنة الفعاليات
2. لجنة الطورائ
3. لجنة العلاقات العامة والاعلام
4. لجنة مراقبة الطيف الترددي
5. لجنة التدريب
6. لجنة الشؤون الفنية
7. لجنة التعاون المحلي والدولي
8. لجنة المسابقات
9. لجنة تنمية العضوية
10. لجنة البيرو وكروت الاتصال
11. لجنة VHF
12. لجنة الاقمار الصناعية
13. لجنة الرعايات والداعمين
14. لجنة البحث والابتكار